# Eric Wieschaus

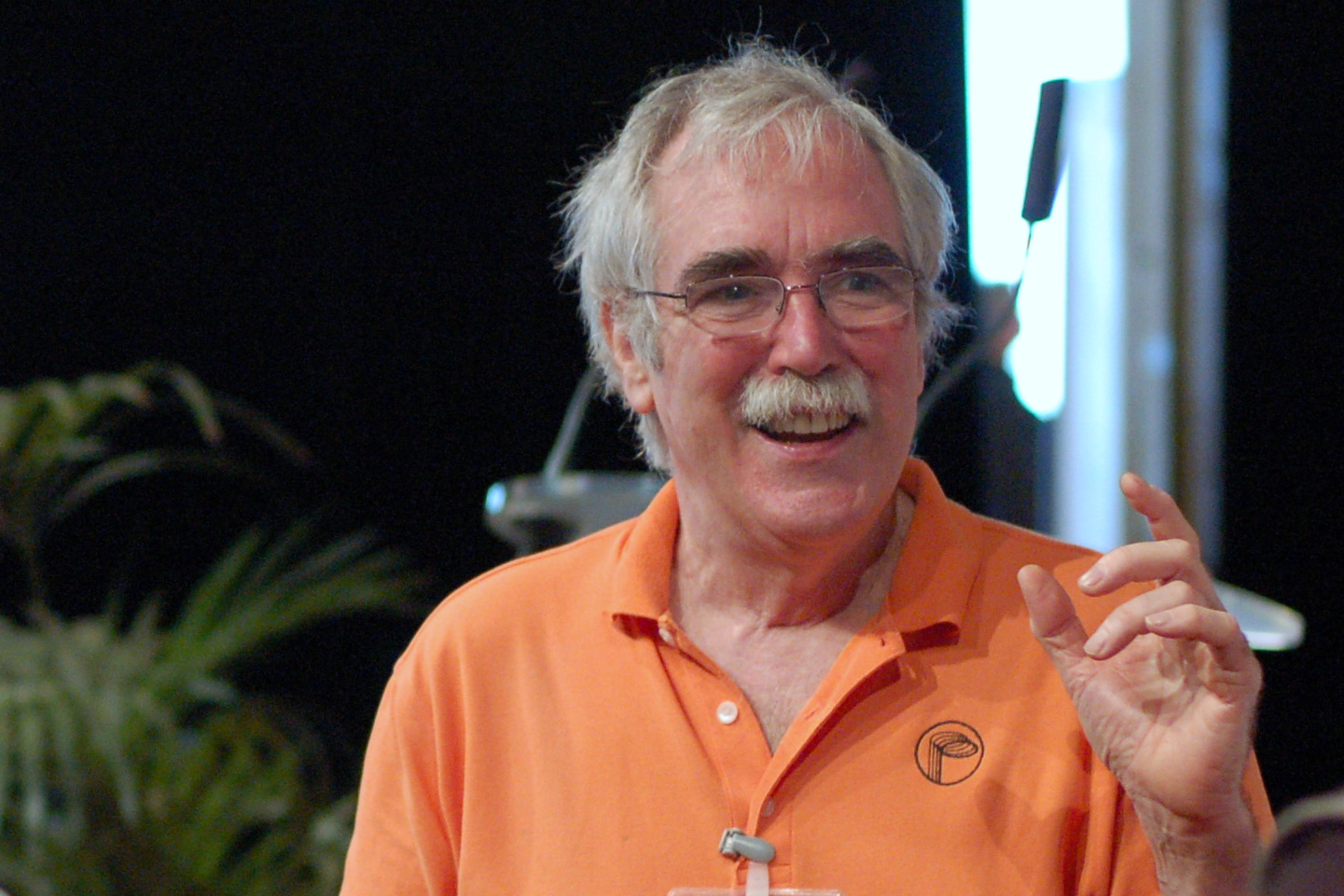
Eric Wieschaus (2011)

Eric Frank Wieschaus (* 8. Juni 1947 in South Bend) ist ein US-amerikanischer Molekularbiologe und Entwicklungsbiologe.
Nach dem Besuch einer katholischen High School in Birmingham (Alabama) studierte Wieschaus Biologie, zunächst nahe seiner Geburtsstadt an der University of Notre Dame und danach in New Haven (Connecticut) an der Yale University. Nachdem er dort 1974 mit einer Arbeit zur experimentellen Embryologie promoviert worden war, trat er 1978 eine Stelle am European Molecular Biology Laboratory (EMBL) in Heidelberg an. 1981 kehrte er in die Vereinigten Staaten zurück und arbeitet seitdem an der Princeton University im Bundesstaat New Jersey.
Ein Schwerpunkt seiner Arbeit wurde die Embryogenese der Taufliege Drosophila melanogaster. Für seine gemeinsamen Arbeiten mit Christiane Nüsslein-Volhard erhielt er 1995 mit ihr und Edward B. Lewis den Nobelpreis für Physiologie oder Medizin. Im selben Jahr war er mit der Genetics Society of America Medal ausgezeichnet worden, 1999 mit der Mendel Medal der Genetics Society. 2002 hielt er die Keith R. Porter Lecture, 2011 wurde er in den Orden Pour le Mérite aufgenommen. Außerdem wurde er 1993 in die American Academy of Arts and Sciences, 1994 in die National Academy of Sciences und 1998 in die American Philosophical Society aufgenommen. Von seiner Alma Mater, der Yale University wurde er 2005  mit der Wilbur Cross Medal geehrt.